# En bedre verden (dokumentarfilm)
En bedre verden er en dansk udviklingsbistandsfilm fra 1976 instrueret af Kristian Paludan.

## Handling
En film om ulande, der lever i en usikker balance med naturen, hvor det daglige brød ikke er en selvfølgelighed. Men også en film om den hjælp vesten yder og den nye verdensorden, der er på vej.